# Der fremde Fürst

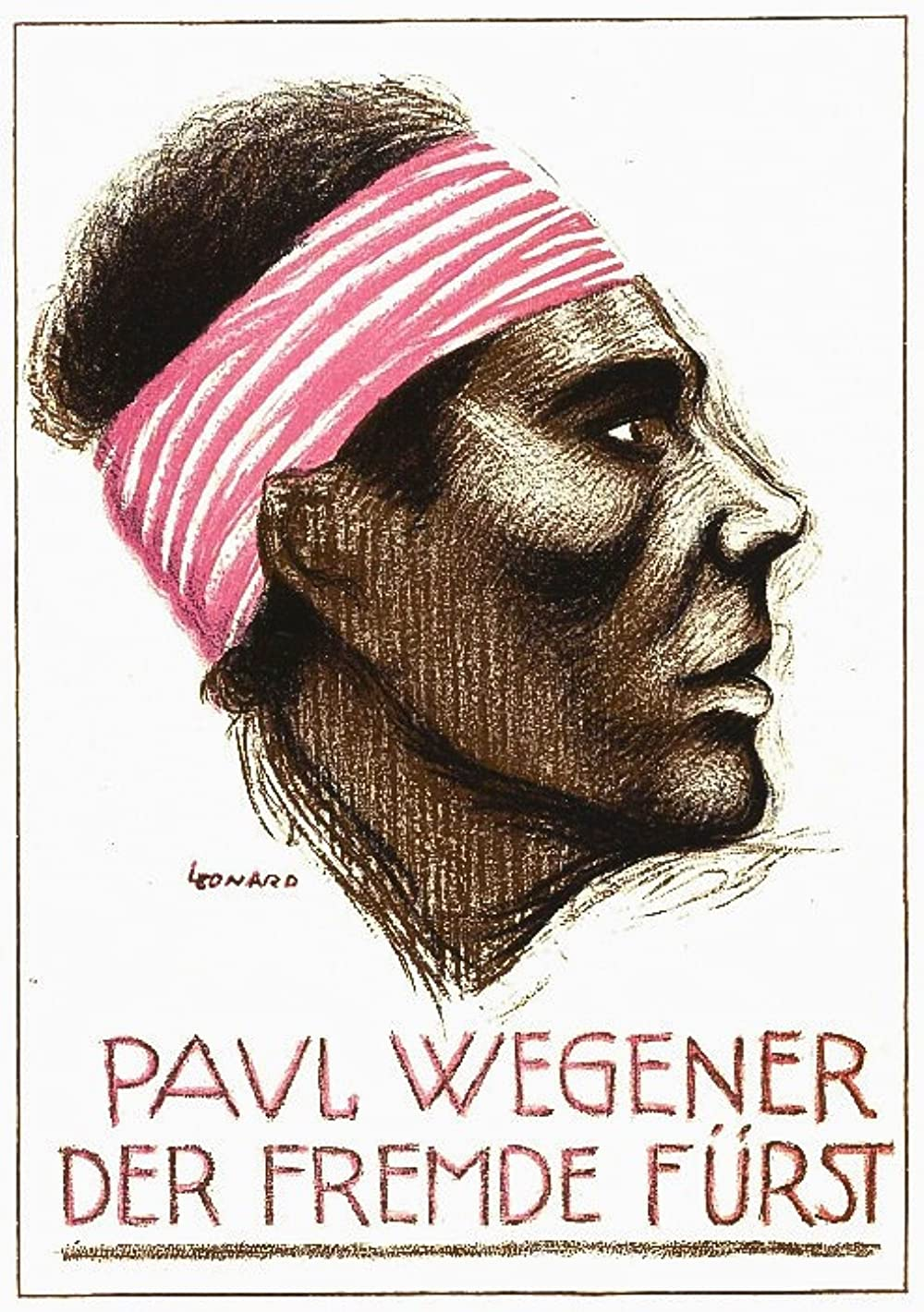

Der fremde Fürst è un film muto del 1918 scritto, diretto e interpretato da Paul Wegener.

## Trama
Figlia di un grosso commerciante tedesco, Eva Brodersen si innamora di Hidde Yori, il principe ereditario di una piccola isola del paradiso che si trova in Europa per affari. Il padre della ragazza non è per niente contento di questa relazione e cerca di mettere in guardia la figlia. Ma lei non sente ragioni. Innamorata, sposa l'esotico fidanzato e parte con lui. Brodersen, allora, le taglia i viveri. La coppia è sì felice, Yori è un principe potente ma anche povero ed Eva, trovandosi alle prese con le ristrettezze finanziarie, decide di trovarsi un lavoro. Accetta così di danzare in uno spettacolo ma la cosa suscita la gelosia di Yori che comincia a maltrattare la moglie. Lei, alla fine, lo lascia, tornando dal padre. Yori, disperato, soccombe alla follia e muore.

## Produzione
Il film fu prodotto dalla Projektions-AG Union (PAGU).

## Distribuzione
Distribuito dalla Universum Film (UFA), uscì nelle sale cinematografiche tedesche dopo essere stato presentato a Berlino nel novembre 1918.
Non si conoscono copie ancora esistenti della pellicola e il film viene considerato presumibilmente perduto.